# Янушпільська волость
Янушпільська волость — адміністративно-територіальна одиниця Житомирського повіту Волинської губернії з центром у містечку Янушпіль.
Станом на 1885 рік складалася з 10 поселень, 9 сільських громад. Населення — 5458 осіб (2643 чоловічої статі та 2815 — жіночої), 636 дворових господарств.
|                     | Площа, десятин | У тому числі орної, дес. |
| ------------------- | -------------- | ------------------------ |
| Сільських громад    | 5829           | 4791                     |
| Приватної власності | 11256          | 4296                     |
| Казенної власності  | —              | —                        |
| Іншої власності     | 196            | 124                      |
| Загалом             | 17281          | 9211                     |

Основні поселення волості:
- Янушпіль — колишнє власницьке містечко за 60 верст від повітового міста, 1558 осіб, 215 дворів, православна церква, католицька каплиця, школа, щорічний ярмарок.
- Буряки (Бураків) — колишнє власницьке село, 1015 осіб, 127 дворів, православна церква, постоялий будинок, вітряний млин.
- Галіївка (Висока Гребля) — колишнє власницьке село, 499 осіб, 82 двори, православна церква, постоялий будинок, винокурний завод.
- Жеребки — колишнє власницьке село, 719 осіб, 99 дворів, православна церква, постоялий будинок.
- Мала Волиця — колишнє власницьке село, 375 осіб, 53 двори, водяний млин, цегельний завод.